# Cuba, la faillite d'une utopie

Cuba, la faillite d'une utopie est un essai sur Cuba, écrit par Olivier Languepin, journaliste et ancien correspondant à La Havane. Publié en 1999 par les éditions Gallimard, il a été remis à jour dans une nouvelle version et réédité en 2007.

## Organisation du livre
- De l'indépendance à la révolution
  - La longue marche vers l'indépendance
  - La dictature de Batista et l'offensive castriste
  - Les crises diplomatiques et migratoire

- Le socialisme des Caraïbes
  - L'expérience cubaine face au modèle soviétique
  - Les piliers du régime : défense de la révolution et internationalisme
  - Le pouvoir à la recherche d'une légitimité
  - Les acquis de la révolution

- L'économie cubaine dans la tourmente
  - Le choc des années 90
  - L'ouverture vers l'étranger
  - Les réformes économiques
  - L'embargo : handicap et alibi

- Société : la fin des certitudes
  - Le poids grandissant de l'Église
  - Culture et socialisme : les amours contrariés
  - Le modèle socialiste en crise

- Le peuple cubain : tensions et réconciliations
  - Le chaudron tropical cubain
  - La révolution ratée des campagnes
  - Les femmes : socialisme ou "machisme-léninisme"
  - La grande famille cubaine

- Quelle transition pour Cuba ?
  - Le castrisme entre ouverture et raidissement
  - La percée diplomatique cubaine
  - L'introuvable alternative

## Présentation de l'éditeur
Cet ouvrage est une référence par la qualité de son information comme par sa mise à distance de l’histoire officielle, quelle soit castriste ou anticastriste.
Après une perspective historique critique (« De l’indépendance à la révolution » ; « Le socialisme des Caraïbes »), Olivier Languepin nous conduit dans le vif du sujet : « L’économie dans la tourmente » ; « Société : la fin des certitudes » ; « Le peuple : tensions et réconciliations » ; enfin, question longtemps tenue pour un tabou mais désormais ouvertement posée : « Quelle transition pour Cuba ? ». À l’heure d’une percée diplomatique rendue possible par le basculement de l’Amérique latine vers la gauche, social-démocrate ou populiste, le régime balance entre ouverture et raidissement répressif contre ses opposants, devinant combien l’alternative démocratique demeure aujourd’hui encore à construire.

## Accueil critique
Pour l’historien Pierre Vayssière l’ouvrage a le mérite de faire un constat sur l’histoire récente de Cuba.